# Oscar Knudsen
Oscar Knudsen (født 23. december 1898 i København, død 17. januar 1971 i Holte) var en dansk tegner og plakatkunstner, det levede et lidt tilbagetrukket liv, og ernærede sig ved at tegne for diverse cirkus og Det Berlingske Hus. Oscar Knudsens trykte værker i Cirkusmuseet i Rolds samlinger udgør næsten 500 store og små værker, og strækker sig over en periode fra starten af 1920'erne til midten af 1960'erne. Derudover har Oscar Knudsen illustreret en stor del af de engang så kendte OTA-bøger, hvorfra nogle måske vil genkende hans streg. Han har desuden illustreret en lang række bøger, blandt andet danske Jules Verne-udgaver.
Oscar Knudsen signerede sine tegninger med sit fulde navn indtil 1940'erne, hvorefter han anvendte O'Kay eller O.K., sidstnævnte ofte efterfuldt af et årstal. Han brugte i en periode tillige synonymet Karl Vilhelm.

## Liv

### Professionel karriere
Oscar Knudsen leverede fra 1920'erne forskellige tegneserieforløb til danske børneblade. Enkelte af disse havde en humoristisk indfaldsvinkel til sit stof, men Oscar Knudsens kendetegn blev lange, spændingsladede tegneserieføljetoner, som i flere tilfælde hentede sit stof fra litteraturens klassikere. I 1930'erne begyndte det københavnske pressebureau P.I.B. ligeledes at udvikle og distribuere dansk skabte tegneserieudgaver af litterære klassikere. Disse serier fremtrådte i en klassisk velillustrerende streg, med udførlig tekst under billedrammerne. Det blev en stil, som fulgte den danske, episke tegneserie frem til 1960'erne.
Desuden illustrerede Oscar Knudsen en stor del af de engang så kendte OTA-bøger, der udkom fra 1924 til 1942. Fra begyndelsen af 1920ene tegnede han tillige adskillige vignetter og programforsider for Cirkus Miehe.
Oscar Knudsen arbejdede i 1920erne, 1930erne og 1940'erne sammen med Niels Meyn, hvor Knudsen illustrerede Meyns trivialbøger. Dette samarbejde fik imidlertid senere konsekvenser for Knudsens virke, da Niels Meyn blev medlem af Danmarks Nationalsocialistiske Arbejderparti (DNSAP), og tillige under besættelsen (1940-1945) arbejdede for den nazistiske avis Fædrelandet. Niels Meyn blev senere ekskluderet fra Dansk Forfatterforening på grund af sine sine nazistiske sympatier. Så vidt vides havde Oscar Knudsen ikke nazistiske sympatier, men hans samarbejde med Meyn medførte, at det fik konsekvenser for Knudsen efter befrielsen, hvor han kom i miskredit. Han udgav sine tegninger under pseudonym, eller signerede med O´Kay eller O.K., hvor han normalt tidligere havde signeret med sit fulde navn. I Cirkusmuseet i Rolds samling af 414 Oscar Knudsen værker, findes en håndfuld cirkusprogramforsider, hvor stilen minder utroligt meget om Oscar Knudsens, men er usignerede. Angiveligt har Knudsen tegnet programforsiderne, men grundet mistanke om nazistiske synspunkter, undladt at signere dem.
Oscar Knudsen var i sit arbejdsliv meget optaget af dyr. Han var dygtig til at fange dyr i bevægelse og kunne med få streger vise dyrets natur. Denne forkærlighed og ekspertise fremhæves særligt i hans cirkusplakater med dyr i cirkusmaneger, og det var med til at gøre ham til en populær tegner af cirkusliv. Oscar Knudsen har dog også tegnet dyr alle mulige steder og i utallige situationer, blandt andet også uden for manegen i forskellige cirkus og i Zoologisk have, samt i den nærmeste omgangskreds. Oscar Knudsen er også ophavsmand til det prominente ”Cirkus Moreno stakit” med cirkusmotiver fra 1958, der i sin tid var at finde foran cirkusdirektør Willy Morenos villa i Bagsværd. I dag er en del af stakittet bevaret foran Cirkusmuseet i Rold.
Gennem 1950'erne og 1960erne tegnede Oscar Knudsen programforsider og plakater for adskillige cirkus. Desuden illustrerede han en lang række bøger, blandt andet Jules Verne-udgivelser, heraf en del under psynonymet Karl Vilhelm.
Cirkusmuseet i Rold afholdt en særudstilling med Oscar Knudsens værker i 2009-2010.

### Privat
Som privatperson fortælles det, at Oscar Knudsen igennem mange år, fra 1941 og frem til sin død i 1971, var lykkeligt gift med sin kone Margit, som holdt sammen på Knudsen-familien, også gennem hans periodiske alkoholisme.

## Cirkusplakater og cirkusprogrammer
- Cirkus Arena
- Cirkus Arnardo (Norge)
- Cirkus Benneweis
- Cirkus Berny (Norge)
- Cirkus Miehe
- Cirkus Scala (Sverige)
- Cirkus Schumann
- Cirkus Trolle Rhodin (Sverige)

Kilder: Cirkus Før Og Nu, samt Cirkusmuseet i Rold.

## Blad- og bog-illustrationer
- 1932, Zarens Kurér, Børnenes Blad, et tillæg til Hus og Hjem.
- 1930'erne, De tre musketerer og Det hvide folk, børnebladet Fritiden.
- 1951, Den hemmelighedsfulde ø, 6 oplag fra 1951 til 1967, omslag og 6 tegninger. Tegningerne dukker dog først op i 3. udgave.
- 1951, En verdensomsejling under havet, 5 oplag fra 1951 til 1961, 6 tegninger (omslaget er af Harry Nørstrand). Tegningerne dukker først op i anden udgave.
- 1953, Czarens kurer, 4 oplag fra 1953 til 1971. omslag og 6 tegninger.
- 1953, Kaptajn Grants børn, 4 oplag fra 1953 til 1959, omslag og 4 tegninger.
- 1957, Jorden rundt i 80 dage, 2 oplag fra 1957 og 1959. 5 tegninger (omslaget er af Svend Otto).
- 1958, Rejsen til månen, 2 oplag fra 1958 og 1959. Tegninger og omslag.
- 1963, Gennem verdensrummet, omslag (ill. af Karl Vilhelm, synonym for Oscar Knudsen)
- 1963, I Floridas sumpe, omslagstegning (originale illustrationer).
- 1965, Fyrtårnet ved verdens ende, omslag og 6 tegninger.
- 1965, Det rullende hus, omslag og 6 tegninger.

Under synonymet Karl Vilhelm
- 1958, Fem uger i ballon, 6 tegninger til de to oplag i 1958 og 1961. Svend Otto tegner forsiden.
- 1959, Rejsen til Jordens indre, 6 tegninger til de to oplag fra 1959 og 1960. Svend Otto tegner forsiden.
- 1961, Den forsvundne diamant, 6 tegninger, eneste oplag.
- 1962, Skatten på vulkanøen, 6 tegninger, eneste oplag.
- 1963, Gennem verdensrummet , 6 tegninger, eneste oplag.
- 1964, Det sorte Indien, 6 tegninger, Svend Otto tegner omslaget.

Kilde: Tegninger i danske Jules Verneudgaver.

## OTA-bøger
- 1927, 8 bind med dyrefortællinger af Ingvald Lieberkind.
- 1931, 8 bind med dyrefortællinger af Ingvald Lieberkind.
- 1932, 8 bind med danske sagn og fortællinger ved G.B. (Gudrun Boesen).
- 1932, 4 bind med "fortællinger" af Torry Gredsted.
- 1933, 8 bind, Jorden rundt i 80 Fortællinger af Ada Hensel og P. Falk Rønne.
- 1934, 8 bind, Paa Eventyr gennem Danmarks historie af Ada Hensel og P. Falk Rønne.
- 1935, 8 bind, Gennem Verdens Historie i smaa Fortællinger af Ada Hensel og P. Falk Rønne.
- 1935, 8 bind med dyrefortællinger 1. del af Ingvald Lieberkind i nyarbejdet udgave.
- 1936, 8 bind, Fortællinger fra danske Byer og Egne af Ada Hensel og P. Falk Rønne.
- 1937, 8 bind med dyrefortællinger 2. del af Ingvald Lieberkind i nyarbejdet udgave.
- 1938, 8 bind med dyrefortællinger 3. del af Ingvald Lieberkind i nyarbejdet udgave.
- 1939, 8 bind, Da de var Børn. Eventyr om store danske Mænd og Kvinder af Ada Hensel og P. Falk Rønne.
- 1940, 8 bind, Da de Store var Smaa. Eventyr fra verdensberømte Mænds og Kvinders Barndom Afdeling 1 af Ada Hensel og P. Falk Rønne.
- 1941, 8 bind, Da de Store var Smaa. Eventyr fra verdensberømte Mænds og Kvinders Barndom Afdeling 2 af Ada Hensel og P. Falk Rønne.
- 1942, 12 bind, Fortællinger fra danske Herregaarde, Slotte og Klostre af Ada Hensel og P. Falk Rønne.

Kilde: OTA's boggave 1924-1942 (Det Kgl. Bibliotek).